# Stenophylax nurianus
Stenophylax nurianus är en nattsländeart som beskrevs av Navás 1917. Stenophylax nurianus ingår i släktet Stenophylax och familjen husmasknattsländor. Inga underarter finns listade i Catalogue of Life.